# 洛杉矶太阳
洛杉矶太阳，是美国的一个职业足球俱乐部，主场位于洛杉矶郊区卡森。现参加美国女子足球职业联赛。

## 历史
洛杉矶太阳队成立于2008年10月26日。美国女足队员珊农·博克斯成为太阳队的第一位球员。2009年3月29日，洛杉矶太阳队参加了第一场职业比赛，对手为华盛顿自由队，比赛以2-0获胜。